# アルバート・トンプソン
アルバート・トンプソン（Albert Thompson、1878年 - 1940年）は、イギリスの都市計画家、建築家。南アフリカのパインランズやナイジェリア・ラゴスなどのアフリカ諸国、マレーシア国内諸都市を設計。それらの都市にガーデンシティを採用し伝播させた。 
レイモンド・アンウィンとバリー・パーカーの設計事務所に入り、ベネル・アンド・ジェームス事務所と協働で、リンカーン、スワンプールなどのガーデンサバーブなどを設計する。
1920年から、設計事務所を代表して南アフリカに赴き、1920年から1924年にかけてケープタウン、パインランズガーデンサバーブとダーバン・ノース住宅地設計を手掛ける。このプランは、ウェルコム、ヴァンダルパイル・パークのプランにも受け継がれる。
1927年からは、ナイジェリアで都市計画官として、ナイジェリアの都市計画に従事する。1928年から1931年にかけて、北ナイジェリアでは51もの計画案を立案するが、全て測量技師によって案を無視して手掛けられていく。その後はラゴスの下水施設計画や、レギナルド・ウォーカーやC.L.ヴェイドらとヤバ住宅地の再設計など従事。南ナイジェリアの主要都市の計画案を作成していく。
建築的教養なしでは、都市計画を理解することは不可能と唱えた。